# Amastris deitzi
Amastris deitzi är en insektsart som beskrevs av Creão-duarte och Albino Morimasa Sakakibara 1994. Amastris deitzi ingår i släktet Amastris och familjen hornstritar. Inga underarter finns listade i Catalogue of Life.